# Swietłana Gombojewa
Swietłana Wadimowna Gombojewa (ros. Светлана Вадимовна Гомбоева; ur. 8 czerwca 1998 w Ust-Ordyńskim) – rosyjska łuczniczka, wicemistrzyni olimpijska z Tokio 2020 i mistrzyni Europy.

## Wyniki
| Impreza            | Rok    | Miejsce | Konkurencja   | Pozycja |                      |      |       |               |     |
| ------------------ | ------ | ------- | ------------- | ------- | -------------------- | ---- | ----- | ------------- | --- |
| Impreza            | Rok    | Miejsce | Konkurencja   | Pozycja | Igrzyska olimpijskie | 2020 | Tokio | indywidualnie | 33. |
| drużynowo          | srebro |         |               |         | Igrzyska olimpijskie | 2020 | Tokio |               |     |
| Mistrzostwa świata | 2021   | Yankton | indywidualnie | 5.      |                      |      |       |               |     |
| Mistrzostwa świata | 2021   | Yankton | drużynowo     | 9.      |                      |      |       |               |     |
| Mistrzostwa Europy | 2021   | Antalya | indywidualnie | 17.     |                      |      |       |               |     |
| Mistrzostwa Europy | 2021   | Antalya | drużynowo     | złoto   |                      |      |       |               |     |